# Bewitched (musikgrupp)
Bewitched är ett black metal-band från Umeå bildat 1995.

## Medlemmar
Senaste kända medlemmar
- Vargher (Marcus E. Norman) – gitarr, sång (1995–?)
- Wrathyr (Kristoffer Olivius) – basgitarr, sång (1996–?)
- Hellfire – gitarr (2000–?)

Tidigare medlemmar
- Blackheim (Anders Nyström) – gitarr, sång (1995–1997)
- Reaper – trummor (1995–1997)
- Spider (Fredrik Mannberg) – gitarr (1998)
- Stormlord (Ulf Andersson) – trummor (1998–2004)
- Zoid (Robert Sundelin) – trummor (?)

Turnerande medlemmar
- Marc Malice – trummor

## Diskografi
Demo
- 1995 – Hellspell

Studioalbum
- 1996 – Diabolical Desecration (Osmose Productions)
- 1997 – Pentagram Prayer (Osmose Productions)
- 1999 – At the Gates of Hell (Osmose Productions)
- 2002 – Rise of the Antichrist (Osmose Productions)
- 2006 – Spiritual Warfare (Regain Records)

Livealbum
- 1998 – Hell Comes to Essen (Osmose Productions)

EP
- 1996 – Encyclopedia of Evil (Osmose Production)
- 2004 – Atrocities in A Minor (Regain Records)

Samlingsalbum
- 2002 – Diabolical Desecration + Encyclopedia of Evil
- 2018 – The Dawn of the Demons (4 x kassett box)